# Мервин, Глен
Глен Александр Мервин (англ. Glen Alexander Mervyn; 17 февраля 1937, Ванкувер, Британская Колумбия — 18 марта 2000, Келоуна, Британская Колумбия) — канадский гребец, выступавший за сборную Канады по академической гребле в конце 1950-х годов. Серебряный призёр летних Олимпийских игр в Риме, чемпион Игр Содружества, обладатель серебряной медали Панамериканских игр. Тренер гребной команды Канады на Олимпиаде в Токио.

## Биография
Глен Мервин родился 17 февраля 1937 года в городе Ванкувер провинции Британская Колумбия, Канада.
Занимался академической греблей во время учёбы в Университете Британской Колумбии в Ванкувере, состоял в местной гребной команде «Тандербёрдс», неоднократно принимал участие в различных студенческих регатах.
Первого серьёзного успеха в гребле на международном уровне добился в сезоне 1958 года, когда вошёл в основной состав канадской национальной сборной и выступил на Играх Британской империи и Содружества наций в Кардиффе, где одержал победу в зачёте распашных рулевых восьмёрок.
В 1959 году побывал на Панамериканских играх в Чикаго, откуда привёз награду серебряного достоинства, выигранную в восьмёрках.
Благодаря череде удачных выступлений удостоился права защищать честь страны на летних Олимпийских играх 1960 года в Риме. В программе восьмёрок в решающем финальном заезде пришёл к финишу вторым, уступив около двух секунд команде из Австралии — тем самым завоевал серебряную олимпийскую медаль. Вскоре по окончании этих соревнований принял решение завершить спортивную карьеру.
После римской Олимпиады Мервин остался в университетской гребной команде в качестве тренера. Тренировал канадскую национальную сборную во время Олимпийских игр 1964 года в Токио, где двое его подопечных Джордж Хангерфорд и Роджер Джексон стали чемпионами в распашных двойках без рулевого.
За выдающиеся спортивные достижения введён в Зал славы спорта Британской Колумбии (1977) и Зал славы спорта Университета Британской Колумбии (2012).
Впоследствии получил степень магистра на педагогическом факультете Гарвардского университета. Преподавал физику и математику.
На протяжении всей жизни являлся страстным любителем велоспорта, не оставил это занятие даже в 1992 году, когда ему диагностировали колоректальный рак.
Умер после восьми лет борьбы с болезнью 18 марта 2000 года в Келоуне в возрасте 63 лет.